# 日産ディーゼル・P系エンジン
日産ディーゼル・P系エンジン（にっさんディーゼル・ピーけいエンジン）とは、日産ディーゼル工業（現・UDトラックス）が1960年代後半 - 2005年にかけて生産していたディーゼルエンジンである。大型トラック・バス、鉄道車両に搭載され、またコジェネレーションなど産業用エンジンとしても幅広く採用されていた。

## シリーズの解説
- 最初に発売された直列6気筒のPD6型は、PRに搭載され、多少重量は増えるが4ストロークエンジン特有の静粛性と来るべき排出ガス規制を踏まえたもので、1973年（昭和48年）までにUDエンジンの生産中止とともに全数が4ストローク化された[注 1]。
- また、私鉄や第三セクター鉄道に向けた富士重工業（当時、現：SUBARU）製の新世代レールバスであるLE-Carや、鉄道車両と同等の車体構造を持つLE-DCに水平シリンダー型のPE6HまたはPE6HT、PF6HTが搭載された[注 2]。なお、バスにおいて排気量が拡大されたり（KC-規制車（KC-UA460）ではPF6からPG6に拡大されていた。KL-規制車（KL-UA452）では水平シリンダー化および過給化され排気量自体は回帰した。さらにADG-/PKG-規制車（ADG-/PKG-RA27x）ではMD92エンジンに移行することで排気量が縮小）している）、富士重工業が鉄道車両製造から撤退し、気動車の製造が新潟トランシスに継承された現在でも、PF6HTが搭載された車両が継続生産されている。
- 基本構造は直列6気筒OHV、バルブは吸排気1個ずつの2バルブ、直噴式が主体であるが、低騒音で燃料（軽油）の質にばらつきがあった1980年代までは予燃焼室式のPP6Hがあり、低公害化を狙いにPF6Hをベースに開発されたCNG（圧縮天然ガス）仕様のPU6型はオットーサイクル化に合わせてガスミキサーと点火プラグが追加された。
- 無過給 (NA) とターボ過給仕様がある。1995年（平成7年）の平成6年排出ガス規制適合を機に、ターボエンジンはすべてインタークーラー化され、NAはバス専用となった。排気量は最終的に13.3リッターにまで拡大したが、日野自動車のK13Uと排気量は同程度であるにもかかわらず、排ガス対策と実用トルクを重視して最高出力は235馬力である。

## ラインアップ
PD6型
- 直接噴射式、ボア 125 mm × ストローク 140 mm、10,308 cc
- 最大出力:   185 PS / 2300 rpm
- 最大トルク: 68 kgf⋅m (670 N⋅m) / 1200 rpm

PD6(T) 型
- 直接噴射式、ボア 125 mm × ストローク 140 mm、10,308 cc
- 最大出力:   260 PS / 2300 rpm
- 最大トルク: 92 kgf⋅m (900 N⋅m) / 1400 rpm

PD6H型
- 直接噴射式、ボア 125 mm × ストローク 140 mm、10,308 cc
- 最大出力:   185 PS / 2300 rpm
- 最大トルク: 68 kgf⋅m (670 N⋅m) / 1200 rpm

PP6H型
- 予燃焼室式、ボア 133 mm × ストローク 140 mm、11,670 cc
- 最大出力:   195 PS / 2300 rpm
- 最大トルク: 75 kgf⋅m (740 N⋅m) / 1000 rpm

PE6型
- 直接噴射式、ボア 133 mm × ストローク 140 mm、11,670 cc
- 最大出力:   220 PS / 2300 rpm
- 最大トルク: 83 kgf⋅m (810 N⋅m) / 1200 rpm

PE6T型
- 直接噴射式、ボア 133 mm × ストローク 140 mm、11,670 cc
- 最大出力:   280 PS / 2200 rpm
- 最大トルク: 115 kgf⋅m (1,130 N⋅m) / 1200 rpm

PE6TB型
- 直接噴射式、ボア 133 mm × ストローク 140 mm、11,670 cc
- 最大出力:   330 PS / 2200 rpm
- 最大トルク: 125 kgf⋅m (1,230 N⋅m) / 1200 rpm

PE6TC型
- 直接噴射式、ボア 133 mm × ストローク 140 mm、11,670 cc
- 最大出力:   300 PS / 2200 rpm
- 最大トルク: 120 kgf⋅m (1,200 N⋅m) / 1200 rpm

PE6H型
- 直接噴射式、ボア 133 mm × ストローク 140 mm、11,670 cc
- 最大出力:   220 PS / 2300 rpm　排ガス記号無し
- 最大トルク: 83 kgf⋅m (810 N⋅m) / 1200 rpm　
- 最大出力:   230 PS / 2300 rpm　Ｋ－、Ｎ－
- 最大トルク: 83 kgf⋅m (810 N⋅m) / 1200 rpm
- 最大出力:   230 PS / 2200 rpm　Ｐ－
- 最大トルク: 83 kgf⋅m (810 N⋅m) / 1300 rpm

PF6型
- 直接噴射式、ボア 133 mm × ストローク 150 mm、12,503 cc
- 最大出力:   235 PS / 2100 rpm
- 最大トルク: 85 kgf⋅m (830 N⋅m) / 1300 rpm

PF6T型
- 直接噴射式、ボア 133 mm × ストローク 150 mm、12,503 cc
- 最大出力:   290 PS / 2100 rpm
- 最大トルク: 122 kgf⋅m (1,200 N⋅m) / 1300 rpm

PF6TA型
- 直接噴射式、ボア 133 mm × ストローク 150 mm、12,503 cc
- 最大出力:   330 PS / 2100 rpm
- 最大トルク: 142 kgf⋅m (1,390 N⋅m) / 1400 rpm

PF6TB型
- 直接噴射式、ボア 133 mm × ストローク 150 mm、12,503 cc
- 最大出力:   360 PS / 2100 rpm
- 最大トルク: 157 kgf⋅m (1,540 N⋅m) / 1400 rpm

PF6TC型
- 直接噴射式、ボア 133 mm × ストローク 150 mm、12,503 cc
- 最大出力:   390 PS / 2100 rpm
- 最大トルク: 170 kgf⋅m (1,700 N⋅m) / 1400 rpm

PF6H型
- 直接噴射式、ボア 133 mm × ストローク 150 mm、12,503 cc
- 最大出力:   235 PS / 2100 rpm
- 最大トルク: 85 kgf⋅m (830 N⋅m) / 1300 rpm

PF6HTA型
- 直接噴射式、ボア 133 mm × ストローク 150 mm、12,503 cc
- 最大出力:   240 PS / 2100 rpm
- 最大トルク: 85 kgf⋅m (830 N⋅m) / 1300 rpm

PF6HTB型
- 直接噴射式、ボア 133 mm × ストローク 150 mm、12,503 cc
- 最大出力:   300 PS / 2100 rpm
- 最大トルク: 120 kgf⋅m (1,200 N⋅m) / 1300 rpm

PG6H型
- 直接噴射式、ボア 133 mm × ストローク 160 mm、13,337 cc
- 最大出力:   235 PS / 2100 rpm
- 最大トルク: 85 kgf⋅m (830 N⋅m) / 1300 rpm

PU6型
- CNGエンジン、ボア 133 mm × ストローク 150 mm、12,503 cc
- 最大出力:   250 PS / 2100 rpm
- 最大トルク: 120 kgf⋅m (1,200 N⋅m) / 1300 rpm

## 搭載車種

### バス
- PD6型
  - 日産ディーゼル・PR(A)系
- PD6H型
  - 日産ディーゼル・U(UA)20系
- PP6H型
  - 日産ディーゼル・U35系/K/N-U36系
- PE6H型
  - 日産ディーゼル・U(UA)30系
  - 日産ディーゼル・K-U(UA)31系
  - 日産ディーゼル・P-U(UA)32系
- PE6T型
  - 日産ディーゼル・ユーロツアー（JA340系、フィリピン向け）
- PE6TB型
  - 日産ディーゼル・スペースアロー（P-RA46系）
- PF6H型
  - 日産ディーゼル・P-U(UA)33系
- PF6型
  - 日産ディーゼル・U-UA440系
- PG6型
  - 日産ディーゼル・KC-UA460系
- PF6HTA型・PF6HTB型
  - 日産ディーゼル・KL-UA452系
- PU6型（CNGエンジン）
  - 日産ディーゼル・U-UA440系（改）
  - 日産ディーゼル・NE-UA4E0系
  - 日産ディーゼル・KC-UA460KAM改
  - 日産ディーゼル・KL-UA272系（改）
  - 日産ディーゼル・KL-UA452系（改）

### トラック
- PD6型
  - 日産ディーゼル・サングレイト
  - 日産ディーゼル・Cシリーズ (CK/CD/CV/CW/CF)
- PE6型・PE6T型・PE6TB型・PE6TC型
  - 日産ディーゼル・Cシリーズ (CK/CD/CV)
  - 日産ディーゼル・レゾナ
- PF6T型・PF6TA型・PF6TB型・PF6TC型
  - 日産ディーゼル・ビッグサム
- PU6型（CNGエンジン）
  - 日産ディーゼル・ビッグサム

### 鉄道車両
- PE6H型
  - 樽見鉄道ハイモ180-100形気動車
    - →有田鉄道ハイモ180-100形気動車

  - 樽見鉄道ハイモ180-200形気動車
  - 名鉄キハ10形気動車
    - →くりはら田園鉄道KD10形気動車

  - 三木鉄道ミキ180形気動車
  - 北条鉄道フラワ1985形気動車
    - →紀州鉄道キテツ1形気動車
- PE6HT03型
  - わたらせ渓谷鐵道わ89-100形気動車
  - わたらせ渓谷鐵道わ89-200形気動車
  - わたらせ渓谷鐵道わ89-300形気動車
  - わたらせ渓谷鐵道わ89-310形気動車
  - いすみ鉄道いすみ100型気動車
    - →いすみ鉄道いすみ200型気動車（全車改造済）

  - のと鉄道NT100形気動車
  - のと鉄道NT800形気動車
  - 明知鉄道アケチ1形気動車
  - 明知鉄道アケチ6形気動車
  - 長良川鉄道ナガラ1形気動車
  - 長良川鉄道ナガラ2形気動車
  - 天竜浜名湖鉄道TH1形気動車
  - 樽見鉄道ハイモ230-300形気動車
  - 樽見鉄道ハイモ230-310形気動車
  - 名鉄キハ20形気動車
  - 名鉄キハ30形気動車
  - 伊勢鉄道イセI型気動車
  - 伊勢鉄道イセII型気動車
  - 近江鉄道LE10形気動車
  - 信楽高原鐵道SKR200形気動車
  - 信楽高原鐵道SKR300形気動車
  - 平成筑豊鉄道100形気動車
  - 平成筑豊鉄道200形気動車
  - 平成筑豊鉄道300形気動車
  - 甘木鉄道AR100形気動車
  - 甘木鉄道AR200形気動車
- PF6HT03型
  - くりはら田園鉄道KD95形気動車
  - 明知鉄道アケチ10形気動車
  - 長良川鉄道ナガラ3形気動車
  - 長良川鉄道ナガラ500形気動車[注 3]
  - 樽見鉄道ハイモ295-310形気動車
  - 樽見鉄道ハイモ295-510形気動車[注 3]
  - 信楽高原鐵道SKR310形気動車
  - 三木鉄道ミキ300形気動車
    - 樽見鉄道ハイモ295-610形気動車[注 4]
    - 北条鉄道フラワ2000形気動車[注 5]
    - ひたちなか海浜鉄道ミキ300形気動車[注 6]

  - 北条鉄道フラワ2000形気動車[注 7]
  - 甘木鉄道AR300形気動車[注 8]
  - 甘木鉄道AR400形気動車

## 後継機
- 日産ディーゼル・MD92エンジン
- 日産ディーゼル・GE13エンジン